# باوينسودا دروين
جينيفر باوينسودا سيتان دروين (تايلندية:เจนนิเฟอร์ ปวีณสุดา แซ่ตั่น ดรูอิ้น ؛ وُلدت في 12 أكتوبر 1993) والمعروفة أيضًا بلقبها التايلاندي (تايلندية: ฟ้าใส : فهساي وتعني بالتايلاندية: السماء الصافية)، عارضة الأزياء، ودي جي تايلندية كندية وحاملة لقب ملكة جمال، بعدما توجت مسابقة ملكة جمال الكون في تايلاند 2019. ستمثل بلدها تايلاند في مسابقة ملكة جمال الكون 2019. نشأت باوينسودا في كندا، وانتقلت إلى تايلاند للعمل كعارصة ودي جي. بعد احتلالها المركز الثاني في مسابقة ملكة جمال تايلاند 2013 والمركز الثاني في مسابقة ملكة جمال العالم في تايلاند 2017، تم تعيين باوينسودا في مسابقة ملكة جمال الأرض في تايلاند 2017 وتصدرت مكانها في المراكز الثمانية الأولى في مسابقة ملكة جمال الأرض 2017.

## نشأتها
ولدت باوينسودا في 12 يونيو 1993، في جنيفر باوينسودا سايتان دروين في مونتريال ، كيبيك. وغالبًا ما يشار إليها بمودة التايلاندي غير الرسمية «فهسي». والدتها هي من أصول صينية تايلاندية، بينما والدها من أصول أوروبي كندي. بعد الانتهاء من المدرسة الثانوية، التحق باوينسودا في جامعة كالجاري في  كالجاري ، ألبرتا. في عام 2017، تخرجت من « ملخص مع مرتبة الشرف» مع شهادة في علم الحركة. انتقلت باوينسودا من كندا إلى بانكوك في تايلاند، من أجل العمل كعارضة في صناعة الأزياء التايلاندية ودي جي.

## التتويج
بدأت حياتها المهنية في مسابقة ملكة جمال تايلاند في عام 2013، ودخلت مسابقة ملكة جمال تايلند الصينية لعام 2013 ؛ وحلت في نهاية في الحدث المرتبة الثانية. بعد ذلك، تم اختيارها لتمثيل تايلاند في مسابقة ملكة جمال الصين للشرق وجنوب آسيا 2013 في ماليزيا، حيث حلت ضمن المراكز الثمانية الأولى. بعد هذه التجربة، بدأت المشاركة في المزيد من المسابقات التايلاندية الكبرى. في ديسمبر 2013، شاركت في مسابقة ملكة جمال تايلاند 2013 وحصلت على المركز الثاني. على الرغم من أن ملكة جمال تايلاند لم تمثل في أي من المسابقات الدولية، إلا أنها المسابقة الأقدم والأكثر تقليدية في تايلاند، وذكرت باوينسودا أنها تنافست لاحترام رغبات والدتها.

## روابط خارجية
- باوينسودا دروين  على فيسبوك.
- باوينسودا دروين على إنستغرام